# Hiéroglyphe égyptien G42
Le Canard engraissé, en hiéroglyphes égyptiens, est classifié dans la section G « Oiseaux » de la liste de Gardiner ; il y est noté G42. 

## Représentation
Il représente un canard engraissé ou peut être un canard siffleur (Mareca penelope). Il est translittéré wšȝ ou dfȝw.

## Utilisation
| w | S | G42 |

| w | S | G42 |

| w | S | A | t · G42 |

| w | S | A | t · G42 |

| G42 | N18 · Z2 |

| G42 | N18 · Z2 |

| D · f | G42 | N18 · Z2 |

| D · f | G42 | N18 · Z2 |

l'hiéroglyphe normalement utilisé représentant un pain long)